# ISO 10668
La norma ISO 10668 Brand valuation -- Requirements for monetary brand valuation in italiano: Valutazione del marchio - Requisiti per la valutazione economica del marchio è una norma creata dall'ISO per le procedure ed i metodi di misurazione del valore monetario di un marchio.

## Storia
Nel 2007 l'ISO ha istituito un gruppo di lavoro per elaborare una norma internazionale sulla valutazione monetaria del marchio. Dopo 3 anni, la ISO 10668 è stata pubblicata nell'estate 2010. 
Questa norma espone i principi che dovrebbero essere adottati quando si valuta qualsiasi marchio dal punto di vista monetario.
Per la valutazione complessiva di un marchio (brand), si fa invece riferimento alla norma ISO 20671:2019.
Questo standard è stato sviluppato dal Comitato tecnico ISO/TC 289.
La ISO 10668 è stata pubblicata per la prima volta il 13 agosto 2010.
LA versione italiana UNI ISO 10668 è stata pubblicata per la prima volta il 10 febbraio 2011.

## Principali requisiti della norma
La norma ISO 10668 adotta la struttura nella seguente ripartizione:
- 1. Ambito di applicazione
- 2. Termini e definizioni
- 3. Requisiti generali
- 4. Requisiti specifici
- 5. Approcci e metodi di valutazione
- 6. Input di valutazione necessari
- 7. Relazioni
- 8. Indipendenza

## Sommario
ISO 10668 si applica alle valutazioni di marchi commissionate a tutti gli effetti, tra cui:
- Ragioneria contabile e rendiconto finanziaria
- Insolvenza e liquidazione
- Pianificazione fiscale e conformità normativa
- Risoluzione supporto per contenzioso e controversie
- Finanza aziendale e raccolta fondi
- Licenze, joint venture e negoziazione
- Informazioni di gestione interna e la comunicazione
- Pianificazione strategica e gestione del marchio.

L'ultima di queste applicazioni include:
- La determinazione del bilancio di marchio e di marketing
- Revisione del portafoglio di marchio
- Analisi dell'architettura di marchio
- Pianificazione brand extension

Sotto ISO 10668 il perito che valuta il marchio, deve dichiarare lo scopo della valutazione come questo influenza la premessa o base del valore, le ipotesi di valutazione utilizzate e l'ultimo parere di valutazione, i quali hanno bisogno di essere trasparenti per un utente del rapporto finale di valutazione del marchio.

## Requisiti di una valutazione del marchio conforme a ISO
ISO 10668 è un 'meta-standard' che specifica in modo succinto i principi da seguire e il tipo di lavoro da effettuare in qualsiasi valutazione del marchio. Si tratta di una sintesi di esistenti buone pratiche, ed evita intenzionalmente dettagliate fasi di lavoro metodologici ed esigenze. Come tale la ISO 10668 si applica a tutti gli approcci di valutazione del marchio di proprietà e non di proprietà e le metodologie che sono state sviluppate nel corso degli anni, a condizione che essi seguano i principi fondamentali specificati nella norma meta. ISO 10668 specifica che quando si effettua una valutazione del marchio, chi effettua la perizia del marchio deve effettuare 3 tipi di analisi prima di passare un giudizio sul valore del marchio.
Si tratta di analisi giuridica, comportamentale e finanziaria. Tutti i 3 tipi di analisi sono necessari per arrivare ad un approfondito parere di valutazione del marchio. Questo requisito si applica alle valutazioni di marchi esistenti, nuovi marchi e brand extension.
Specifica, altresì, le modalità per la registrazione di tale valutazione.

## Cronologia
| Anno | Descrizione             |
| ---- | ----------------------- |
| 2010 | ISO 10668 (1ª Edizione) |